# Capri (serie televisiva)
Capri è una serie televisiva italiana, prodotta da Rai Fiction in collaborazione con Film Commission Regione Campania e nata da un'idea di Carlo Rossella.
Alla prima stagione nel 2006, è seguita una seconda nel 2008, con protagonisti Gabriella Pession, Sergio Assisi, Kaspar Capparoni e Isa Danieli. C'è stata poi una terza stagione nel 2010, ma con protagonisti Bianca Guaccero, Gabriele Greco e Lucia Bosè. Tutte le tre stagioni sono andate in onda in prima visione su Rai Uno.

## Trama

### Riassunto generale della serie
Le vicende di questa serie televisiva ruotano soprattutto attorno a Vittoria e i due fratelli Galiano Massimo e Umberto, Reginella e i loro amici. Spesso gli episodi presentano delle storie minori legate a ospiti della villa.
Nella seconda stagione il plot derivante dal ritrovamento delle anfore introduce Cosimo Rizzuto, che ha grande spazio nella storia, i personaggi di Lucia e Greta e altri. Tolte queste ultime, i nuovi personaggi terminano il loro percorso con la fine della serie.
Nella terza serie i protagonisti non sono più Vittoria, Reginella e i fratelli Galiano – essendosi i loro interpreti, ovvero Gabriella Pession, Isa Danieli, Sergio Assisi e Kaspar Capparoni rifiutati di partecipare – ma una redenta Carolina Scapece. Pur avendo rinunciato, tuttavia, la Danieli partecipò in un cameo nella prima puntata, in cui il suo personaggio muore, come una sorta di "passaggio del testimone" alla rediviva Donna Isabella, interpretata da Lucia Bosè. Resta la gran parte dei comprimari con l'aggiunta di nuovi protagonisti. L'impianto narrativo è più corale che in precedenza, pur ruotando attorno a Carolina, Isabella e Andrea Concordia.

### Prima stagione
Vittoria Mari, bellissima psicologa milanese di ventisei anni sul punto di sposarsi con un giovane avvocato, scopre di essere stata nominata erede di una signora caprese, donna Isabella.
La ragazza, presa dalla curiosità, si precipita a Capri (andando anche contro il suo fidanzato) per scoprire quale sia il suo effettivo legame con questa fantomatica contessa. Gli altri eredi sono i fratelli Massimo e Umberto Galiano, nipoti di quella donna Isabella che Vittoria non ha mai conosciuto. La giovane scopre di essere coerede di Villa Isabella, una bellissima dimora di proprietà della defunta signora Galiano, e del contenuto di una cassetta di sicurezza. La giovane decide di visitare la villa e lì conosce la cuoca Reginella, che presta servizio in quella casa da più di quarant'anni, donna decisamente partenopea e con la strana fissazione di rivolgersi al quadro della defunta donna Isabella per chiederle consigli e aiuti, a mo' di dialogo. Mentre Umberto, noto playboy dell'isola, tanto da essere soprannominato da tutti "il Re di Capri", è piacevolmente incantato da Vittoria, Massimo si dimostra più ostile e sospettoso nei confronti della sconosciuta.
La presenza di Vittoria rappresenta l'impedimento maggiore per la vendita della villa che i due fratelli, pieni di debiti, hanno promesso a Domenico Scapece, un losco individuo proprietario di un prestigioso albergo dell'isola e a sua figlia, la perfida Carolina, da sempre invaghita di Massimo ma mai pienamente corrisposta; per questo, alla fine della serie, troverà temporaneo rifugio e consolazione con un suo vecchio amore, Sir Andrew Willford, che tenterà di riconquistarla. A Capri, Vittoria fa amicizia con l'americana Nancy e con Rossella, proprietaria di un'agenzia di viaggi, che diverranno le sue due più care amiche nel corso della sua permanenza sull'isola. Quando viene aperta la cassetta di sicurezza, Vittoria scopre un segreto che cambierà per sempre la sua esistenza. In essa è custodita una lettera scritta da una giovane di nome Angela e indirizzata a donna Isabella. Leggendo la lettera, Vittoria scopre di essere stata adottata e che Angela, figlia di Reginella, è la donna che le ha dato la vita. La notizia sconvolge la ragazza: dopo aver lasciato il suo fidanzato, capendo di non amarlo più, decide di restare sull'isola per far luce sui troppi misteri che la stanno tormentando. Quando i suoi genitori adottivi ritornano da un viaggio in Australia, Vittoria dice loro di aver scoperto la verità. Nonostante i tentativi nel convincere Vittoria di essere i suoi genitori naturali, la giovane rimane attaccata alle sue convinzioni. Il padre tenta il tutto per tutto per far tornare Vittoria a vivere a Milano, arrivando persino a mostrarle dei documenti di nascita falsi. Quando Vittoria riesce finalmente a far comprendere con la sua sincerità e bontà d'animo di aver ragione, rimane a Capri come aveva sempre voluto. Inizia la sua vita caprese fidanzandosi con Umberto, che grazie a lei riesce a mettere la testa a posto, trasformandosi da playboy affermato a semplice fidanzato obbediente. Tuttavia, scoccherà la scintilla del vero amore soltanto e unicamente con Massimo, scintilla che i due cercheranno di reprimere il più possibile, nonostante la voglia di entrambi di far nascere l'amore, quello vero. 
Vittoria apre un resort all'interno di Villa Isabella: le sue peripezie, dopo il tumulto genitoriale, riguardano ora gli sconvolgimenti del suo cuore tormentato e innamorato e la preoccupazione di gestire e non mandare in bancarotta quello che sta diventando il ristorante più in voga di Capri. Soltanto dopo innumerevoli problemi, la giovane riuscirà a fidanzarsi ufficialmente con Massimo Galiano, lasciando Umberto, fin troppo provato a causa di una finta accusa di spaccio e consumo di stupefacenti perpetuata ai suoi danni dal malvagio Scapece che lo aveva persino condotto alla galera, non poco amareggiato.
La serie termina con il matrimonio tra Reginella e il pescatore Totonno, da sempre innamorato perso di lei, e ora finalmente corrisposto.

### Seconda stagione
Vittoria e Massimo sono felicemente fidanzati da tre anni e vivono a Villa Isabella con Reginella e Nicola, il figlio che lui aveva avuto da Giulia, sua defunta moglie.
Umberto, sconvolto per il tradimento di Vittoria con suo fratello Massimo, era partito tre anni prima per un viaggio che gli consentisse di dimenticare tutto. Decide di tornare a Capri dopo essersi sposato con Ines, diva spagnola che già nella prima serie aveva insidiato lo stesso Umberto, il quale incline al fascino della bellissima ragazza aveva tradito persino Vittoria. Ines dimostra fin da subito di voler mettere zizzania nel già precario equilibrio familiare scosso dal ritorno di Umberto: la spagnola decide però di lasciare il "re di Capri" dopo averlo trovato in atteggiamenti piuttosto scherzosi ma intimi con Carolina, asserendo che tuttavia non è questo il vero motivo per cui vuole allontanarsi dal giovane ma perché per lei l'amore che lui provava nei confronti di Vittoria non era ancora svanito e, anzi, forse era ancora fin troppo presente. In seguito il ragazzo si innamorerà di Daiana, tornata cambiatissima e fidanzata da Londra ma mai indifferente alla sua prima cotta, ovvero lo stesso Umberto. Lei non è l'unica sorpresa, però: si fa improvvisamente viva anche Greta, figlia che Umberto ha avuto a propria insaputa da una vecchia fiamma danese. Gli sconvolgimenti provocati dal nuovo amore (contrastato da tutti) e dall'arrivo di una improvvisa e sconosciuta figlia suscitano nel personaggio un profondo stato di incertezza, che tuttavia culminerà in una sua grande, ma pur sempre limitata al suo eccentrico carattere, maturazione. 
Una scossa di terremoto riporta a galla una nave egizia con decine di anfore e un presunto tesoro della principessa Nike. Il magnate e filantropo Cosimo Rizzuto, spinto da motivi non precisati, si offre di finanziare il recupero del relitto assieme ai Galiano e al loro team di sub, formatosi proprio per l'evenienza, di cui entra a far parte Lucia Proto (soprannominata 'a lacerta, ovvero la lucertola), giovane ragazza con un passato difficile (dai furti fino a giungere alla violenza da parte del suo patrigno, vecchio compagno della madre, che costringeva quest'ultima a prostituirsi per poi passare anche alla figliastra, dimostrando una crudeltà inaudita) ma carica di volontà nel volersi a tutti i costi riscattare. A metterle i bastoni tra le ruote ci penserà l'arrivo del tossicodipendente Dario, che la farà perdutamente innamorare. In seguito la ragazza scoprirà che quest'ultimo in realtà si chiama Falco e che è un rampollo della famiglia Palmieri, nota nel campo delle acciaierie nel Nord Italia. Nonostante il sincero amore nato tra i due, che ha spinto lui a smettere di drogarsi e lei ad accettare di convivere con un rappresentante dell'alta società, categoria da sempre disprezzata dalla giovane, la malvagità e la spietata realtà di un mondo ricco e ipocrita impedirà loro di coronare il sogno d'amore che stavano iniziando a progettare. 
Dopo aver rivelato a Vittoria di aver conosciuto sua madre, Cosimo diventa sempre più misterioso nei confronti della giovane: inizia a cercare un oggetto metallico non identificato (che poi si scoprirà essere una chiave) nelle anfore antiche, lascia intendere di essere il padre di Vittoria ma poi tenta di violentarla, fino a farle credere addirittura che Massimo sia l'assassino dei suoi genitori per prenderla con sé, dopo aver generato la confusione più totale nella sua mente e soprattutto nel suo cuore. Nel corso dell'intera serie Cosimo resta un punto interrogativo fisso a causa delle sue continue contraddizioni e menzogne, che però lo ritraggono agli occhi di molti come un tipo poco raccomandabile, nonostante la fama di filantropo benefattore.
Solo nelle battute finali della vicenda si scopre che è stato lo stesso Rizzuto a uccidere Angela e il suo fidanzato Enzo: deluso dall'amore non corrisposto che egli provava proprio per Angela, si era accordato con una famiglia di malavitosi camorristi che intendevano eliminare il giovane Enzo per colpe non sue ma di suo padre. Nel tentativo di assassinare unicamente Enzo, però, Cosimo colpì anche Angela, che fece da scudo umano all'amato nel disperato tentativo di salvarlo. Rizzuto nascose tutte le prove che lo incastravano per l'omicidio in una cassetta di sicurezza e nascose la chiave in una delle anfore riportate casualmente alla luce nel relitto egizio. A distanza di anni, l'aver incontrato Vittoria ha risvegliato in lui la passione latente per Angela, tramutando quindi la stessa Vittoria nell'oggetto su cui egli riversava il proprio amore violento e malato. 
Il rapporto di Vittoria e Massimo sopravvive comunque a questo terremoto: nell'ultima puntata Cosimo cerca di sparare a Massimo con la pistola contenuta nella valigetta di sicurezza, ma Vittoria gli fa da scudo (esattamente come la madre fece con l'adorato Enzo), fortunatamente senza gravi conseguenze per lei. In quei brevi istanti, Cosimo crede che la storia si sia ripetuta nuovamente, che di nuovo la donna che egli amava fosse morta nel tentativo di eliminare il suo unico rivale in amore. Per questo, Cosimo si suicida gettandosi in mare dalla scogliera, mentre Mimmo, losco individuo assunto da Rizzuto come guardia del corpo nonché patrigno di Lucia e suo ossessivo ricattatore violento, viene arrestato dai carabinieri.
A seguito delle continue discussioni matrimoniali che affliggono Totonno e Reginella, quest'ultima al termine della serie decide di divorziare dal marito per vivere il suo amore con lui in libertà, senza vincoli, come hanno fatto in passato per più di quarant'anni. Degna di nota è infine la costante presenza nell'arco della seconda stagione di donna Camilla, che viene lasciato intendere sia una possibile (ma non confermata) reincarnazione della contessa Galiano.

### Terza stagione
A Villa Isabella è tornata all'improvviso donna Isabella Galiano, l'amatissima contessa che tutti avevano creduto morta per anni e che invece era fuggita in India in cerca di una nuova vita con il suo nuovo amore, Rajiv. Reginella, dopo aver compiuto e festeggiato i suoi 80 anni, sente come se dovesse partire da questo mondo da un momento all'altro. Per ogni evenienza le lascia il timone: adesso tocca a lei occuparsi della villa e del resort. Pochissimo tempo dopo, Reginella, "l'anima di Capri", viene a mancare.
Essendo poi Massimo, Umberto e Vittoria all'estero, la stravagante e leggendaria capostipite si ritrova per le mani una villa di cui non si vuole occupare e nessuno che l'aiuti. Reginella però sembra aver pensato a tutto, e tramite una serie di strane coincidenze a Villa Isabella piomba Carolina Scapece, vecchia arcinemica dei Galiano nonché fresca galeotta. Carolina è oramai una donna nuova, che aveva scritto proprio a Reginella per chiederle perdono e prometterle di espiare le proprie colpe; lo scoprire che l'anziana donna è morta e che la contessa vuole disfarsi del resort la turba al punto di offrirsi volontaria per far tornare la Villa al suo vecchio prestigio. Rossella e Lucia si fidano di Carolina e anche donna Isabella finisce per farlo, tuttavia a metterle i bastoni tra le ruote è Andrea Concordia, giovane alpinista trentino, con i suoi amici Tony e Vittorio. Andrea e Carolina si erano incontrati per caso e piaciuti subito, ma gli amici scapigliati di lui, proprietari di una tenda-discoteca, la "Tenda Berbera", proprio sotto al ristorante, mettono a dura prova la pazienza di Carolina e gli affari di Villa Isabella, per cui lo scontro diventa inevitabile. A questo si aggiunge la cotta che Greta si prende per Andrea. Felicissima di avere la fiducia di una Galiano, infatti, Carolina non osa avvicinarsi troppo al bel trentino, nonostante il crescente amore nei suoi confronti. Come se questo non bastasse, Andrea nasconde a tutti di avere la sclerosi multipla e, anche quando le cose tra loro due vanno bene, il ragazzo fa di tutto per proteggere la sua donna da quello che lui considera un futuro da infermiera a tempo pieno. L'amore tra Carolina e Andrea non sarà certo facile da affermarsi, ma le varie peripezie portano, fortunatamente, a un lieto fine: nell'ultima puntata, Carolina fugge dall'altare poco prima di sposare il suo ex compagno di classe delle scuole medie Romeo Veralli e decide di coronare senza più imporsi limiti il suo sogno d'amore con Andrea. Nel finale, tutti i protagonisti di questa terza e ultima stagione danzano sulle note di Malafemmena.

## Episodi
Nel formato originario la serie era composta da una prima stagione di 12 episodi, una seconda stagione di 13 episodi e una terza stagione di 13 episodi, per un totale di 38 episodi. Tuttavia, dopo che si è conclusa la produzione della serie, gli episodi originari sono stati ufficialmente suddivisi a metà, e quindi il numero totale di episodi è diventato 76.
| Stagione         | Episodi | Prima TV |
| ---------------- | ------- | -------- |
| Prima stagione   | 24      | 2006     |
| Seconda stagione | 26      | 2008     |
| Terza stagione   | 26      | 2010     |

## Produzione
Nella prima stagione troviamo Paola Pascolini come scrittrice, mentre Dino Gentili, Filippo Gentili, Aida Mangia, Anna Mittone e Miranda Pisione sono stati selezionati per la sceneggiatura. La regia è invece stata affidata a Enrico Oldoini, con l'aiuto di Francesca Marra.
L'ultima puntata ha registrato l'ascolto di 7.889.000 telespettatori e uno share del  29,36% share.
Nella seconda stagione troviamo Paola Pascolini per il soggetto di serie. Insieme a lei Aida Mangia, Filippo e Dino Gentili. Per le sceneggiature troviamo ancora Miranda Pisione con Massimo Russo e Giovanna Caico. Cambia invece la regia che va nelle mani di Andrea Barzini e Giorgio Molteni.
L'ultima puntata ha registrato l'ascolto di 6.703.000 telespettatori e uno share del 25,91%.
Nella terza stagione troviamo Paola Pascolini per il soggetto di serie. La regia, invece, passa nelle mani di Francesca Marra e Dario Acocella. È stata scritta con Dino e Filippo Gentili, Aida Mangia e con le sceneggiature di questi ultimi insieme a Massimo Torre e Silvia Margherita. Le musiche sono di Peppino di Capri, come nelle precedenti stagioni.
L'ultima puntata ha registrato l'ascolto di 5.989.000 telespettatori e uno share del 21,35%.

## Incoerenze e inesattezze
- Nella prima stagione compare un critico gastronomico chiamato Gianni Castaldi (interpretato da Enzo Marino Bellanich); nella terza stagione il medico e amico di Donna Isabella (Mariano Rigillo) ha lo stesso nome del critico, anche se viene affettuosamente chiamato Giannino.
- Quando, nella prima puntata della prima serie, Vittoria va dal notaio, questi afferma che ella è nata il 7 luglio 1980. Nella quinta puntata, invece, Reginella legge sul certificato di nascita di Vittoria una data diversa, il 15 settembre 1980. E inoltre, nell'ultima puntata della seconda serie, Umberto racconta che Vittoria sarebbe invece nata il 6 agosto 1980, ovvero il giorno prima della morte dei suoi genitori.
- Nell’undicesimo episodio della seconda stagione, Massimo dice a Umberto che Daiana è partita per Napoli con l’aliscafo, mentre la donna parte con la barca privata di Cosimo, accompagnata al porto proprio da Massimo.
- Carolina va in carcere alla fine della seconda stagione e ne esce all'inizio della terza stagione; la sua permanenza a Poggioreale è di due anni, ma secondo la voce narrante, tra le due stagioni passano tre anni.
- Uscendo dal carcere, Carolina trova tra i suoi effetti personali la lettera che aveva fatto spedire a Reginella. Ma avendola fatta spedire, Carolina non può esserne in possesso.
- Nella seconda stagione viene fatto intendere che la scrittrice francese Camilla (Anna Galiena) sia in qualche modo una reincarnazione di Donna Isabella; ciò risulta impossibile nella terza dal momento che Isabella si rivela essere viva.
- Nelle prime due stagioni alla Villa vivono Astu (Garmy Sall), sorella di Said, e sua figlia. Nella terza stagione le due non sono presenti né viene menzionato dove si trovino e perché.
- All'inizio della terza stagione, Isabella recupera un ritratto di Reginella rimproverando all'amica di averlo tenuto nascosto in soffitta per quarant'anni; ma nel quadro Reginella appare già anziana ed è alquanto improbabile che quello sia il suo aspetto di quarant'anni prima. Questo strano rapporto con il tempo si può notare anche nella crescita di Daiana da adolescente a donna nell'arco temporale che intercorre tra la prima e la seconda serie, contrastata dall'eterna fanciullezza del fratello Alan e del figlio di Massimo, Nicola.
- In un episodio Thomas (Eros Galbiati) rimprovera a Greta di essere un'italiana sentimentale (Voi italiani, troppo sentimentali), ma non può rivolgersi a Greta come a un'italiana senza definire italiano anche se stesso. Come dichiara lui alla sua prima comparsa, infatti, anche Thomas ha un genitore italiano.
- Rossella legge su Internet che Romeo (Luca Capuano), compagno di classe di Carolina alle medie, ha fatto una fortuna strepitosa nell'arco di quindici anni. Ma avendo Carolina 28 anni (è nata nel 1982) e Romeo altrettanti, questo significherebbe che Romeo investe in campo immobiliare dalla tenera età di 13 anni.
- Nella nona puntata della terza serie, Gina (Laura Barriales) dice a Lucia e Rossella che se Tony la voleva quasi "picchiare" era perché il giovane voleva dimostrarle un qualcosa, che lei considera come un segno d'amore. Rossella risponde quindi che probabilmente così sono le usanze spagnole, dimenticando che Gina non è spagnola ma argentina.
- Durante le scene finali della dodicesima puntata della terza serie, Andrea si arrampica sui Faraglioni per salvare Francesco. Tuttavia, in alcune scene di quella scalata, anziché indossare la camicia azzurra che ha avuto per tutta la serata, ha invece indosso una maglietta girocollo all'incirca dello stesso colore; inoltre, quando ha la camicia, ha anche una corda a tracolla, che nelle scene in maglietta misteriosamente scompare.
- Nell'undicesima puntata della seconda serie, Vittoria è seduta con suor Marta e Karim nel giardino di Cosimo; quando si alza dalla sedia per andare a cercare l'alloro si sente abbaiare e si vede correre Ciccino (il cane bianco e nero di Massimo), cosa alquanto strana in quanto è casa di Cosimo.
- Nelle prime puntate della prima serie, Massimo ripensa alla botta che ha preso Giulia quando è caduta in mare, ma in realtà, nella sesta puntata, vediamo che lui non ha assistito a quella scena, essendosi semplicemente girato e constatando che lei non c'era più.
- Nell'undicesima puntata della prima serie Vittoria cade in mare e Massimo si tuffa per salvarla, dalle scene girate in acqua si vede che Vittoria è senza scarpe, mentre quando i due tornano al porto soccorsi da Totonno e Carmelo, Vittoria indossa le stesse scarpe bianche che aveva prima di cadere in mare.
- Nella prima puntata della prima stagione Vittoria viene salvata da Massimo quando cade in acqua, dimostrando di non saper nuotare, mentre qualche puntata dopo si vedono Massimo e Vittoria che nuotano insieme.
- Nella prima puntata della terza serie, Donna Isabella dice di essere tornata dopo dieci anni, ma tra la morte di donna Isabella e la prima puntata della prima serie passa circa un mese, tra la prima e la seconda serie tre anni e tra la seconda e la terza serie altri tre anni arrivando al totale di sei anni e un mese. Si può aggiungere qualche mese che passa all'interno delle serie, ovvero tra le prime e le ultime puntate, ma non si arriva nemmeno lontanamente a dieci anni.
- Nella sesta puntata della seconda serie, in una delle prime scene, Daiana chiama Said "Billo", che è in realtà il nome d'arte dell'attore che lo interpreta.
- Nella prima stagione, durante una scena, Rossella si stupisce che Said abbia lasciato la facoltà di legge nel suo paese per venire a lavorare come cameriere a Capri. Nell'ultima puntata, parlando con Vittoria, Nancy e Adriana, le sfugge che Said, prima di venire a Capri, studiava medicina.
- Nel ventesimo episodio della prima stagione, l'ex moglie del professor Helmut viene chiamata Chiara al posto di Adriana. Nell'episodio successivo è nuovamente chiamata Adriana.

## Luoghi delle riprese
Villa Isabella non si trova in realtà a Capri ma a Raito di Vietri sul Mare. L'edificio si chiama Villa Guariglia. Alcune delle riprese della Grotta Azzurra non sono state girate a Capri ma nella grotta dello Smeraldo nel comune di Conca dei Marini. Il porto dove attraccano i gozzi di Umberto e Massimo in realtà non è Marina Grande, ma il porto di Sorrento. Una scena in spiaggia del terzo episodio della prima serie è stata girata al complesso turistico Bikini di Vico Equense, come si vede scritto sulla scogliera durante la scena in acqua.

## Curiosità
Molti attori del cast hanno lavorato insieme anche prima e dopo Capri. I protagonisti Gabriella Pession e Sergio Assisi hanno recitato assieme, giovanissimi, già in Ferdinando e Carolina di Lina Wertmüller, e nel film compariva anche Isa Danieli. Sempre Pession e Assisi sono insieme anche nella fiction Graffio di tigre e nel film Mannaggia alla miseria, sempre della Wertmüller. Kaspar Capparoni, Sergio Assisi e Luca Ward hanno fatto parte del cast di Elisa di Rivombrosa. Anche la Stefanucci, Nello Mascia e Isa Danieli hanno recitato insieme nel film Pacco, doppio pacco e contropaccotto. Miriam Candurro e Carmine Recano sono i protagonisti del film per il cinema, vincitore di due David di Donatello, Certi bambini dei fratelli Andrea e Antonio Frazzi. Mascia e Daniela Poggi sono entrambi parenti del protagonista in Il passato è una terra straniera. Carlo Croccolo era con una giovanissima Bianca Guaccero e con Peppino di Capri (nel ruolo di se stesso) in Terra bruciata assieme a Michele Placido. Lando Buzzanca e Lucia Bosè erano protagonisti de I Viceré. Infine, la Guaccero, Assisi, Mascia e la Stefanucci hanno recitato in Assunta Spina.